# Caustella micralis
Caustella micralis är en fjärilsart som beskrevs av George Francis Hampson 1896. Caustella micralis ingår i släktet Caustella och familjen mott. Inga underarter finns listade i Catalogue of Life.